# Сондер
Връх Сондер (на английски: Mount Sonder), още познат като връх Руетиепме, е връх в Северната територия, Австралия. С височина от 1380 м, той е четвъртият най-висок връх в територията. Сондер е разположен на 27 км от най-високия връх в Северната територия, връх Зейл, който е на 130 километра западно от Алис Спрингс, в планините Макдонел.

## География
От западната част на подножието на връх Сондер започва 12-километрова дълга пътека, която води до върха. В ясен ден от върха могат да се видят връх Зейл на запад, планините Макдонел на изток и кратерът Гос Блаф на юг.
Връх Сондер е на около 40 километра север-северозапад от Глен Хелен – курорт, намиращ се наблизо.

## История
Първото изкачване на Сондер е било от Ернест Гилс през 1872 г. Върхът носи името на д-р Уил Ото Сондер, германски ботанист.